# Wahlen zum Senat der Vereinigten Staaten 1910 und 1911
Die Wahlen zum Senat der Vereinigten Staaten 1910 und 1911 fanden zu verschiedenen Zeitpunkten statt. Es wurden ein Drittel der Mitglieder des Senats der Vereinigten Staaten gewählt. Die Wahlen waren Teil der allgemeinen Wahlen zum 62. Kongress der Vereinigten Staaten in jenem Jahr, bei denen auch alle Abgeordneten des Repräsentantenhauses gewählt wurden. Die Wahlen fanden vor der Verabschiedung des 17. Zusatzartikels zur Verfassung der Vereinigten Staaten im Jahr 1913 statt und so wurden viele Senatoren noch von den Parlamenten der Bundesstaaten gewählt. Dabei stellt jeder Bundesstaat 2 Senatoren. Nach der Verfassung der Vereinigten Staaten werden US-Senatoren auf sechs Jahre gewählt. Allerdings werden nie alle Senatsmitglieder gleichzeitig gewählt. Die Wahlen folgen einem Schema, wonach alle zwei Jahre ein Drittel der Senatoren zeitgleich mit den Wahlen zum US-Repräsentantenhaus gewählt werden. Zu diesem Zweck ist der Senat in drei Klassen eingeteilt, die das Wahljahr der Senatoren bestimmen. Im Jahr 1912/1913 standen die Senatoren der Klasse I zur Wahl. Zu diesem Zeitpunkt bestanden die Vereinigten Staaten aus 46 Bundesstaaten. Daraus ergibt sich die Zahl von insgesamt 92 Senatoren, von denen 34 zur Wahl standen.

## Senatszusammensetzung nach der Wahl
- Demokratische Partei: 40 (32) Senatoren
- Republikanische Partei: 52 (60) Senatoren

Gesamt: 92
In Klammern sind die Ergebnisse der letzten Wahlen aus dem Jahre 1908/1909. Davor die Sitzverteilung nach Partei zu Beginn des 62. Kongress der Vereinigten Staaten.
Die Demokraten gewannen, abzüglich eigener Verluste, acht Sitze von den Republikanern dazu. Die Republikaner konnten ihre Mehrheit aber halten.
Zu Veränderungen nach der Wahl siehe auch Liste der Mitglieder des Senats im 62. Kongress der Vereinigten Staaten.

## Ergebnisse

### Wahlen während des 61. Kongresses
Die meisten Gewinner dieser Wahlen wurden vor dem 4. März 1911 in den Senat aufgenommen, also während des 61. Kongresses. In Alabama fand die Wahl für die am 4. März 1913 beginnende Amtszeit vorzeitig statt.
| Staat         | Amtierender Senator         | Partei       | Nachwahl   | Datum         | Ergebnis                | Neuer Senator      |
| ------------- | --------------------------- | ------------ | ---------- | ------------- | ----------------------- | ------------------ |
| Alabama       | John H. Bankhead            | Demokrat     | Klasse II  | 17. Jan. 1911 | vorzeitig wiedergewählt | John H. Bankhead   |
| Louisiana     | John R. Thornton, ernannt   | Demokrat     | Klasse III | 6. Dez. 1910  | bestätigt               | John R. Thornton   |
| Mississippi   | James Gordon, ernannt       | Demokrat     | Klasse II  | 23. Feb. 1910 | von Demokraten gehalten | LeRoy Percy        |
| North Dakota  | William E. Purcell, ernannt | Demokrat     | Klasse III | 17. Jan. 1911 | Zugewinn Republikaner   | Asle Gronna        |
| West Virginia | Davis Elkins, ernannt       | Republikaner | Klasse II  | 1. Feb. 1911  | Zugewinn Demokraten     | Clarence W. Watson |

- ernannt: Senator wurde vom Gouverneur als Ersatz für einen ausgeschiedenen Senator ernannt, Nachwahl nötig.
- bestätigt: ein als Ersatz für einen ausgeschiedenen Senator ernannter Amtsinhaber wurde bestätigt.

### Wahlen zum 62. Kongress
Die Gewinner dieser Wahlen wurden am 4. März 1911 in den Senat aufgenommen, also bei Zusammentritt des 62. Kongresses. Alle Sitze dieser Senatoren gehören zur Klasse I.
| Staat         | Amtierender Senator   | Partei       | Datum         | Ergebnis                   | Neuer Senator         |
| ------------- | --------------------- | ------------ | ------------- | -------------------------- | --------------------- |
| Connecticut   | Morgan Bulkeley       | Republikaner | 17. Jan. 1911 | von Republikanern gehalten | George P. McLean      |
| Delaware      | Henry A. du Pont      | Republikaner | 25. Jan. 1911 | wiedergewählt              | Henry A. du Pont      |
| Florida       | James Taliaferro      | Demokrat     | keine Wahl    | Verlust Demokraten         | vakant                |
| Indiana       | Albert J. Beveridge   | Republikaner | 17. Jan. 1911 | Zugewinn Demokraten        | John W. Kern          |
| Kalifornien   | Frank P. Flint        | Republikaner | 10. Jan. 1911 | von Republikanern gehalten | John D. Works         |
| Maine         | Eugene Hale           | Republikaner | 17. Jan. 1911 | Zugewinn Demokraten        | Charles F. Johnson    |
| Maryland      | Isidor Rayner         | Demokrat     | 18. Jan. 1910 | wiedergewählt              | Isidor Rayner         |
| Massachusetts | Henry C. Lodge        | Republikaner | 18. Jan. 1911 | wiedergewählt              | Henry C. Lodge        |
| Michigan      | Julius C. Burrows     | Republikaner | 17. Jan. 1911 | von Republikanern gehalten | Charles E. Townsend   |
| Minnesota     | Moses E. Clapp        | Republikaner | 17. Jan. 1911 | wiedergewählt              | Moses E. Clapp        |
| Mississippi   | Hernando Money        | Demokrat     | 21. Jan. 1908 | von Demokraten gehalten    | John S. Williams      |
| Missouri      | William Warner        | Republikaner | 17. Jan. 1911 | Zugewinn Demokraten        | James A. Reed         |
| Montana       | Thomas H. Carter      | Republikaner | 2. März 1911  | Zugewinn Demokraten        | Henry L. Myers        |
| Nebraska      | Elmer J. Burkett      | Republikaner | 17. Jan. 1911 | Zugewinn Demokraten        | Gilbert M. Hitchcock  |
| Nevada        | George S. Nixon       | Republikaner | 24. Jan. 1911 | wiedergewählt              | George S. Nixon       |
| New Jersey    | John Kean             | Republikaner | 25. Jan. 1911 | Zugewinn Demokraten        | James E. Martine      |
| New York      | Chauncey Depew        | Republikaner | keine Wahl    | Verlust Republikaner       | vakant                |
| North Dakota  | Porter J. McCumber    | Republikaner | 17. Jan. 1911 | wiedergewählt              | Porter J. McCumber    |
| Ohio          | Charles W. F. Dick    | Republikaner | 10. Jan. 1911 | Zugewinn Demokraten        | Atlee Pomerene        |
| Pennsylvania  | George T. Oliver      | Republikaner | 11. Jan. 1911 | wiedergewählt              | George T. Oliver      |
| Rhode Island  | Nelson W. Aldrich     | Republikaner | 18. Jan. 1911 | von Republikanern gehalten | Henry F. Lippitt      |
| Tennessee     | James B. Frazier      | Demokrat     | 23. Jan. 1911 | von Demokraten gehalten    | Luke Lea              |
| Texas         | Charles A. Culberson  | Demokrat     | 25. Jan. 1910 | wiedergewählt              | Charles A. Culberson  |
| Utah          | George Sutherland     | Republikaner | 17. Jan. 1911 | wiedergewählt              | George Sutherland     |
| Vermont       | Carroll S. Page       | Republikaner | 18. Okt. 1910 | wiedergewählt              | Carroll S. Page       |
| Virginia      | John W. Daniel        | Demokrat     | 25. Jan. 1910 | wiedergewählt              | John W. Daniel        |
| Washington    | Samuel H. Piles       | Republikaner | 17. Jan. 1911 | von Republikanern gehalten | Miles Poindexter      |
| West Virginia | Nathan B. Scott       | Republikaner | 1. Feb. 1911  | Zugewinn Demokraten        | William E. Chilton    |
| Wisconsin     | Robert M. La Follette | Republikaner | 24. Jan. 1911 | wiedergewählt              | Robert M. La Follette |
| Wyoming       | Clarence D. Clark     | Republikaner | 24. Jan. 1911 | wiedergewählt              | Clarence D. Clark     |

- wiedergewählt: ein gewählter Amtsinhaber wurde wiedergewählt.

### Wahlen während des 62. Kongresses
Die Gewinner dieser Wahlen wurden nach dem 4. März 1911 in den Senat aufgenommen, also während des 62. Kongresses.
| Staat    | Amtierender Senator        | Partei       | Nachwahl   | Datum         | Ergebnis                   | Neuer Senator     |
| -------- | -------------------------- | ------------ | ---------- | ------------- | -------------------------- | ----------------- |
| Florida  | Nathan P. Bryan, ernannt   | Demokrat     | Klasse I   | 18. Apr. 1911 | bestätigt                  | Nathan P. Bryan   |
| Georgia  | Joseph M. Terrell, ernannt | Demokrat     | Klasse III | 12. Juli 1911 | von Demokraten gehalten    | M. Hoke Smith     |
| Iowa     | Lafayette Young, ernannt   | Republikaner | Klasse II  | 12. Apr. 1911 | von Republikanern gehalten | William S. Kenyon |
| New York | vakant                     | vakant       | Klasse I   | 31. März 1911 | Zugewinn Demokraten        | James A. O’Gorman |

- ernannt: Senator wurde vom Gouverneur als Ersatz für einen ausgeschiedenen Senator ernannt, Nachwahl nötig.
- bestätigt: ein als Ersatz für einen ausgeschiedenen Senator ernannter Amtsinhaber wurde bestätigt.

## Einzelstaaten
In allen Staaten wurden die Senatoren durch die Parlamente gewählt, wie durch die Verfassung der Vereinigten Staaten vor der Verabschiedung des 17. Zusatzartikels vorgesehen. Das Wahlverfahren bestimmten die Staaten selbst, war daher von Staat zu Staat unterschiedlich. Teilweise ergibt sich aus den Quellen nur, wer gewählt wurde, aber nicht wie.
Das Fourth Party System der Parteien in den Vereinigten Staaten bestand aus der Demokratischen Partei, die hauptsächlich in den Südstaaten stark waren, sowie der gemäßigt abolitionistischen, im Norden verankerten Republikanischen Partei.